# Атомик Сити
Атомик Сити (енгл. Atomic City) град је у америчкој савезној држави Ајдахо.

## Демографија
По попису из 2010. године број становника је 29, што је 4 (16,0%) становника више него 2000. године.
| Група             | 2000.      | 2010.      |
| Белци             | 24 (96,0%) | 28 (96,6%) |
| Афроамериканци    | 0 (0,0%)   | 0 (0,0%)   |
| Азијати           | 1 (4,0%)   | 0 (0,0%)   |
| Хиспаноамериканци | 0 (0,0%)   | 1 (3,4%)   |
| Укупно            | 25         | 29         |